# Compagnie aeree spagnole
Qui sono racchiuse tutte le compagnie aeree spagnole attive

## Passeggeri
| Compagnia                | Immagine | IATA | ICAO | Indicativo di chiamata | Fondazione | Note |
| ------------------------ | -------- | ---- | ---- | ---------------------- | ---------- | --- |
| Air Europa               |          | UX   | AEA  | EUROPA                 | 1986       | |
| Air Europa Express       |          | UX   | OVA  | Aeronova               | 2016       | All'inizio del 2016, Air Europa comprò Aeronova, una sussidiaria a basso costo, fu rinominata Air Europa Express (da non confondere con Air Europa Express (1996)). |
| Air Nostrum              |          | YW   | ANE  | NOSTRUM AIR            | 1994       | Ramo regionale di Iberia. |
| AlbaStar                 |          | AP   | LAV  |                        | 2010       | |
| Binter Canarias          |          | NT   | IBB  | BINTER/CANAIR          | 1989       | |
| Canaryfly                |          | PM   | CNF  |                        | 2010       | |
| Iberia                   |          | IB   | IBE  | IBERIA                 | 1927       | Compagnia aerea di bandiera |
| Iberia Express           |          | I2   | IBS  | IBERIAEXPRES           | 2012       | Ramo low-cost di Iberia. |
| Level                    |          | IB   | IBE  | LEVEL                  | 2017       | |
| Plus Ultra Líneas Aéreas |          | PU   | PUE  | SPANISH                | 2012       | |
| Volotea                  |          | V7   | VOE  | VOLOTEA                | 2012       | |
| Vueling                  |          | VY   | VLG  | VUELING                | 2004       | |

## Charter
| Compagnia                  | Immagine | IATA | ICAO | Indicativo di chiamata | Fondazione | Note                           |
| -------------------------- | -------- | ---- | ---- | ---------------------- | ---------- | ------------------------------ |
| Executive Airlines (Spain) |          |      | EXU  | SACAIR                 |            |                                |
| Gestair                    |          | GP   | GES  | GESTAIR                | 1977       |                                |
| Helicópteros del Sureste   |          |      |      |                        |            |                                |
| Iberojet                   |          | E9   | EVE  | EVELOP                 | 2020       | Prima chiamata Evelop Airlines |
| Inaer                      |          | UV   | INR  |                        | 1965       |                                |
| Mayoral Executive Jet      |          |      | MYO  | MAYORAL                | 1985       |                                |
| Privilege Style            |          |      | PVG  | PRIVILEGE              | 2003       |                                |
| Swiftair                   |          | W3   | SWT  | SWIFT                  | 1986       |                                |
| Taxijet                    |          |      |      |                        |            |                                |
| Wamos Air                  |          | EB   | PLM  | PULMANTUR              | 2003       | Prima chiamata Pullmantur Air. |
| World2fly                  |          | 2W   | WFL  | BLUE WORLD             | 2019       |                                |

## Cargo
| Compagnia  | Immagine | IATA | ICAO | Indicativo di chiamata | Fondazione | Note |
| ---------- | -------- | ---- | ---- | ---------------------- | ---------- | ---- |
| Cygnus Air |          |      | RGN  |                        | 2013       |      |